# Anakici
Anakici, Anakim (hebr. עֲנָקִים „Synowie Anaka”) – zgodnie z przekazem biblijnym lud zamieszkujący tereny południowego Kanaanu przed przybyciem Izraelitów.
Przywódcami Anakitów byli Szeszaj, Achiman i Talmaj (Lb 13,22); zostali oni zwyciężeni przez Kaleba (Joz 15,14). Zgodnie z relacją biblijną Anakici mieli wywodzić się od dawnych olbrzymów (Nefilim) i cechować się gigantycznym wzrostem:

Widzieliśmy tam nawet olbrzymów – Anakici pochodzą od olbrzymów – a w porównaniu z nimi wydaliśmy się sobie jak szarańcza i takimi byliśmy w ich oczach

Gdzież pójdziemy? Nasi bracia napełnili nam serce strachem, mówiąc: Lud to jest liczniejszy i wyższy wzrostem od nas, miasta ogromne, obwarowane aż do nieba. Widzielismy tam nawet synów Anaka.

Słuchaj, Izraelu, ty dzisiaj masz przejść przez Jordan, aby wydziedziczyć narody większe i mocniejsze od ciebie, miasta ogromne i umocnione pod niebo,
lud mocny i wysoki, synów Anaka, znanych ci, o których słyszałeś: Któż się ostoi wobec synów Anaka?

Anakici zostali pokonani przez Jozuego, który zdobył ich twierdze Hebron, Debir i Anab. Ich niedobitki schroniły się w filistyńskich miastach Gaza, Gat i Aszdod (Joz 11,21-22).
Izraelski archeolog Mosze Dotan (1919–1999) identyfikował Anakitów jako jeden z Ludów Morza, zaś hebrajską nazwę עֲנָקִים wywodził od mykeńskiego wanaks „przywódca, dowódca okrętu”. Imiona Szeszaja, Achimana i Talmaja mają prawdopodobnie huryckie pochodzenie. W pochodzących z pierwszej połowy II tysiąclecia p.n.e. egipskich „tekstach złorzeczeń” pojawia się wzmianka o ludzie Iy-ʻnq, utożsamianym niekiedy z biblijnymi Anakitami.